# Грабівське (заказник)
Грабівське — гідрологічний заказник місцевого значення в Україні. Розташований у межах Бобровицького району Чернігівської області.
Площа — 137 га. Статус присвоєно згідно з рішенням Чернігівського облвиконкому від 27.12.1984 р. № 454. Перебуває у віданні ДП «Ніжинське лісове господарство» (кв. 42—44, 57—61, 71 Кобижчанського лісництва).

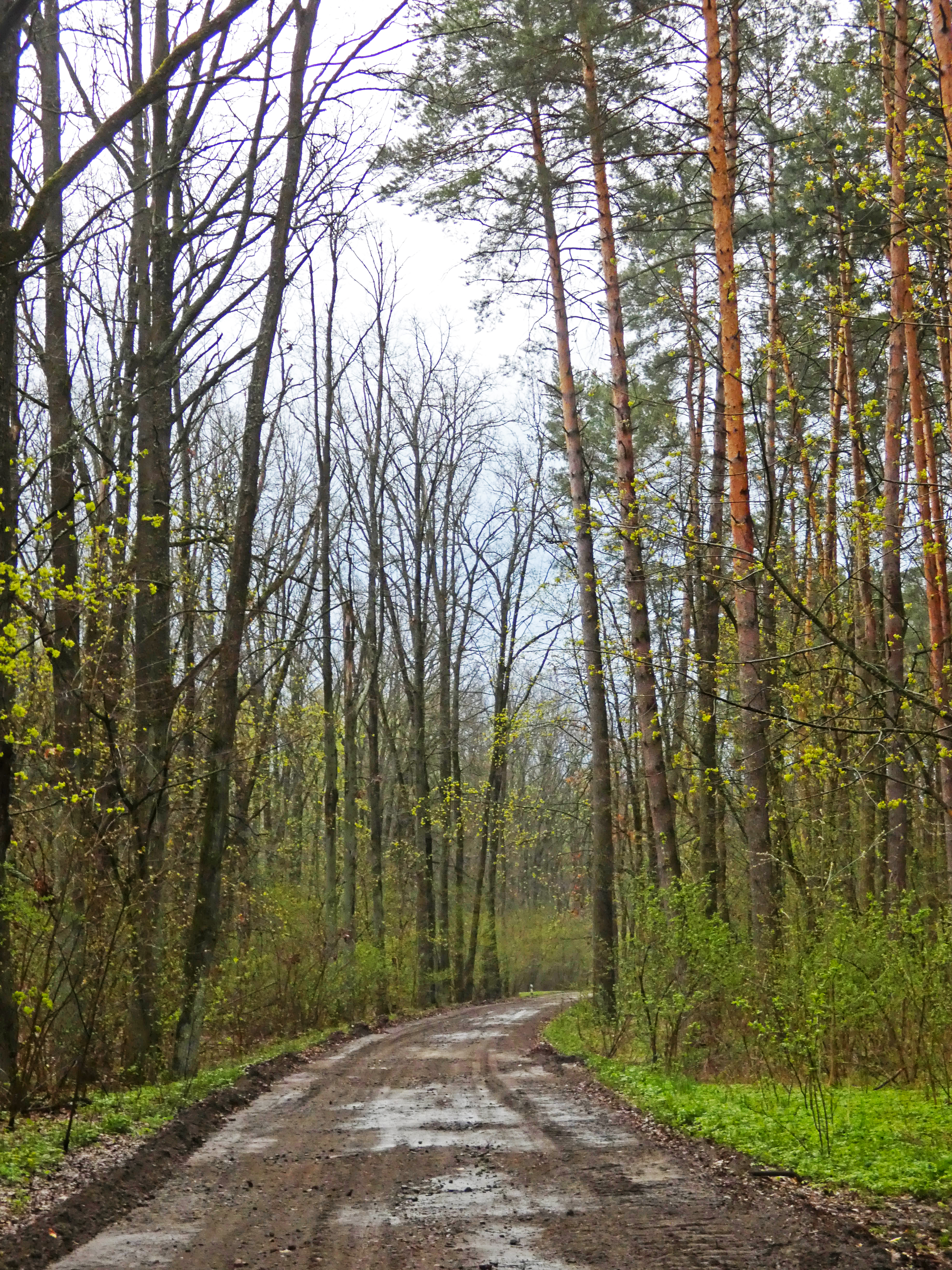
Грабівське, Бобровицький район

Охороняється низинне  болото серед дубово-соснового лісу з домішкою вільхи чоної та сірої, берези повислої, осики. Трав'яний покрив представлений угрупованнями осоки гострої, осоки волосистої. Заказник має велике значення в регулюванні водного режиму басейну річки Остер та рівня ґрунтових вод прилеглих територій. У заказнику гніздиться багато водоплавних птахів.